# Català ribagorçà
El català ribagorçà és un dialecte català constitutiu parlat a les comarques de la Ribagorça (valls dels rius Isàvena i Noguera Ribagorçana) i de la Llitera. Consta de tres dialectes: el ribagorçà central, el ribagorçà oriental i el ribagorçà occidental.
Els reis aragonesos, que disposaven dels dominis del Comtat de Ribagorça a la riba del Riu Isàvena, de llengua catalana, van conquerir el seu territori seguint les riberes dels rius Éssera i Cinca en viles que incorporaren l'aragonès com a llengua, mentre que els comtes de Barcelona i Urgell vers el 1056, conqueriren la riba de la Noguera Ribagorçana, i més tard els comtes d'Urgell i l'Orde del Temple conqueririen la Llitera, establint la frontera màxima del català a l'Aragó.
Joan Coromines, en una conferència (13 de febrer del 1967) sobre El català, llengua de la Ribagorça, feu l'apologia d'aquesta varietat per l'arcaica puresa dels seus parlars (disnar ‘dinar’, ferre ‘ferro’, emprar, diferència entre moixó i aucell) i el fet de constituir, com a marca lingüística, "la nostra primera línia", "la nostra
cuirassa" enfront de l'expansió castellana.

## Característiques
Principals característiques del ribagorçà:

### Fonètica

#### Vocalisme tònic
- La terminació -er emmudeix la -r- (com és propi del dialecte nord-occidental). Carrer pronunciat, doncs, "carré".
- Moltes paraules començades per O es pronuncien amb el diftong AU: auvella (per 'ovella'), aurella (per 'orella')...

#### Consonantisme
- La més evident i exclusiva entre els dialectes catalans, la palatalització de la lateral dels grups oclusiva + L, o bé F + L: cllau (per 'clau'), bllat (per 'blat'), flló per 'flor'), i fins i tot en altres grups consonàntics com parllà (per 'parlar') o Sarllè (grafia i pronunciació tradicional del topònim Cerler). Aquesta característica es troba al dialecte Occidental del ribagorçà.
- La sibilant palatal [ʃ] es pronuncia africada [tʃ] com una "tx", excepte quan apareix entre vocals darrere d'una i: caixa, baixar...
- Algunes "j" i "ig" es pronuncien [j] "i" consonàntica: "maió" per major, "mai" per maig... (com en el pallarès). Però no pas sempre: mig, raig... També hi ha casos en què s'ha tornat muda: barrear, festear...
- La major part de les "g" i "j" es transformen en sons tʃ (txel per xel, Txuan per Joan…) (llevat a Areny de Noguera). També hi ha excepcions: regidor, origen, auge, pluja i les terminacions en -gia (geologia, espeleologia, etc.).

### Morfologia

#### Morfologia nominal
- Sistema de demostratius: ACÍ o ASTÍ isto ista istos istes, ALLÍ ixo, ixa, ixos, ixes. Sistema de demostratius de tres graus (açò, això, allò).

Conserva la forma medieval plena de l'article determinat masculí: "lo" i "los" o "es". Quan es fa sinalefa amb la vocal anterior, passen a "el" a "els", i es pronuncien 'l i 'ls o 's.
- En el dialecte Occidental i Meridional apareixen plurals femenins en "-as", en comptes de "-es".
- Desaparició de -n en el plural dels proparoxítons llatins acabats en nasal ("homes" en comptes d'"hòmens" de la resta dels dialectes occidentals).

#### Morfologia verbal
- Preserva la -v- (pronunciada [β] com és esperable en un dialecte betacista) en les terminacions dels imperfets dels verbs de les tres terminacions (com en el pallarès o en l'alguerès): jo parlava o parlave, jo temiva o temive, jo partiva o partive.
- Com és propi del dialecte nord-occidental, en els dialectes ribagorçans Central i Oriental la terminació en -a de les terceres persones singulars del present d'indicatiu, de l'imperfet d'indicatiu i del condicional es pronuncia [e]: ell parle, parlave, parlarie; però en l'Occidental segueix la forma del castellà.
- Segueix el model del bloc occidental pel que fa al present de subjuntiu, però amb una variació (parle o pàrlegue, parles o pàrlegues, parle o pàrlegue, parlem, parleu, parlen) i l'imperfet de subjuntiu (parlés, parlesses, parlés, parléssem, parlésseu, parlessen).
- Es conjuguen de forma incoativa tots els verbs de la tercera conjugació i, com és propi del bloc occidental, l'incoatiu és "ix" o "isc", però amb la particularitat que "ix" es pronuncia despalatalitzat [is] i no pas [iʃ].

## Verbs
Anar 
- Present d'indicatiu:

- Io vai,
- Tu vas,
- Ell va,
- Natres anem,
- Vatres aneu,
- Ells van.
 Ser 
- Present d'indicatiu:

- Io sic / soc,
- Tu és,
- Ell é,
- Natres som,
- Vatres sou,
- Ells són.
- Imperfet:

- Io eva,
- Tu eves,
- Ell eve,
- Natres èvam,
- Vatres èvau,
- Ells even.
 Haver 
- Imperfet:

- Io heva,
- Tu heves,
- Ell heve,
- Natres hèvam,
- Vatres hèvau,
- Ells heven.

## Dies de la setmana
Els dies de la setmana són: Dilluns, Dimarts, Dimecres, Dijous, Divendres, Dissabte i Domenge.

## Lèxic

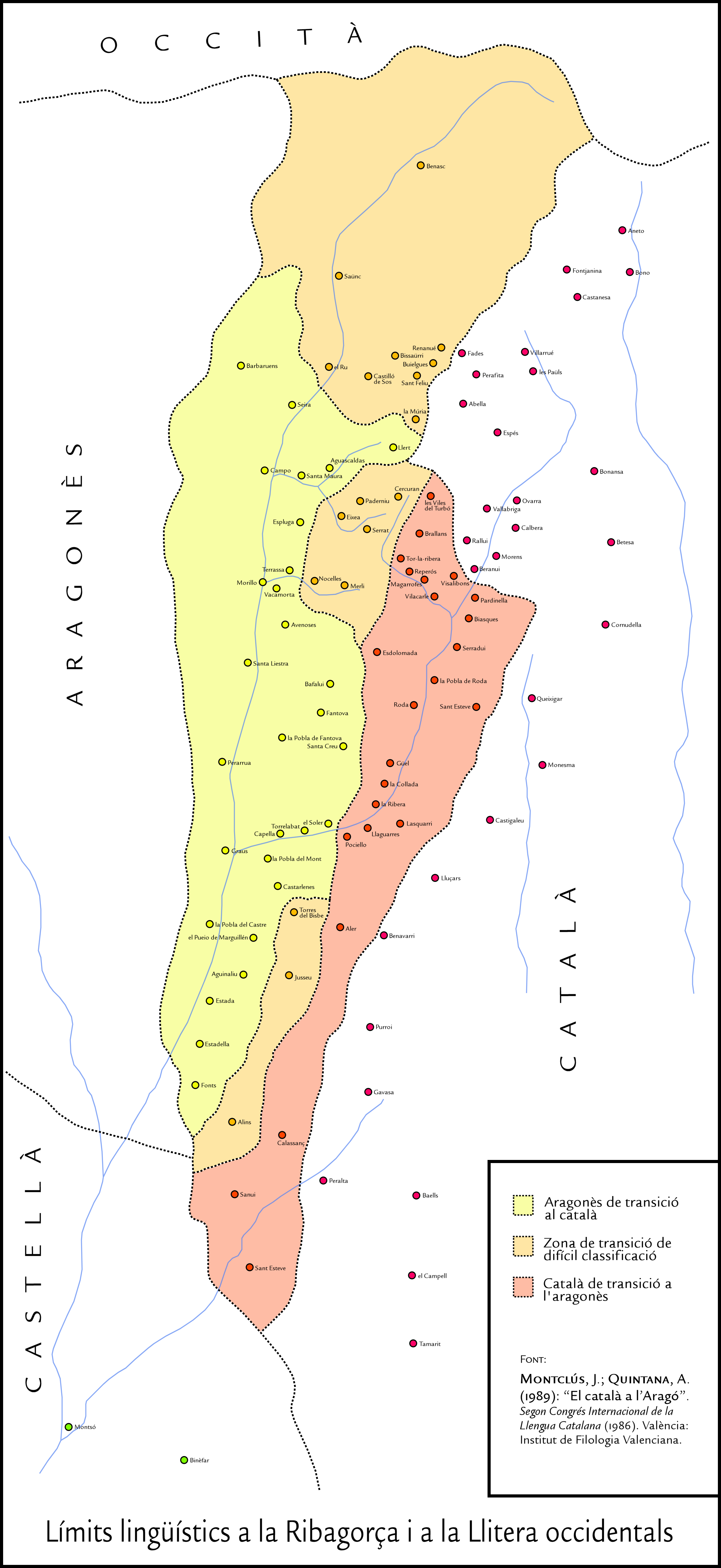
Els parlars de transició ribagorçans i la seua extensió local (segons J. Montclús i A. Quintana el 1989)

- Abatallar: Colpejar els arbres fruiters pera fer caure la fruita.
- Aïllar: Respirar fort amb moviment d'illades.
- An: any
- Antosta: Envà.
- Atànyer: assolir, aconseguir
- Arrullar: Fer córrer una cosa costa avall.
- Arregussar (o arrebussar en alguna part): Arremangar.
- Atorellar: Reunir la llenya tallada al bosc i posar-la a punt de carregador.
- Astí: Adv. de lloc (llatí: Istic).
- Baleia: Escombra de ramatge per l'era.
- Bergada: bertrol, aparell per a pescar.
- Biraga: Herba dolenta (cogula).
- Botxar-se: Moure's, cambiar de lloc. (Del francès, Bouger, segons Saroïandy).
- Borrusques: Fraccions petites d*una cosa.
- Brenca: Gens (negació).
- Canada: Espècie de càntir de fusta per a aigua.
- Canaula: Cèrcol de fusta per a alligar els bous a la menjadora.
- Canistrell: Cistella que usen els pescadors per a posar-hi el peix.
- Cantal: tros de pedra que es tira amb la mà.
- Carrada: Enfilall, reguitzell.
- Cascull: Clofolla o crosta superior de les nous, ametlles, etc.
- Casse: roure
- Cipelles: Calçat primitiu consistent en unes soles de fusta lligades al peu amb corretges.
- Coda: cua
- Codolat: Empedrat de còdols, pedres de riera.
- Collada: Bastó de fusta que es posa al coll per a portar les ferrades.
- Cornal: D'extrem de la taula, la punta del mocador (del llatí Cornu).
- Croca: Una osca feta a un bastó amb gavinet.
- Cotxo: gos (cf. cutxu en alguerès)
- Cuera: sarró de cuiro que usen els pastors.
- Dejús o Dejòs: davall, sota (pron. detxüs/ditxòs)
- Dinca ací, dinca allà (Alta Ribagorça "aragonesa"): fins aquí, fins allà.
- Eixartell: Aixada petita per a arrencar herba.
- Eixemonit: Llest, viu, espavilat.
- Engelebrit o gelebrit: Enrampat de fret, balb.
- Emburnyegat: Una cosa que no e's desenrotlla per defecte de naturalesa.
- Engervellit (o engerbellit): congelat
- Enta, enda: vers, cap a
- Escampa: escombra.
- Esconsar: amagar
- Esconsar-se: ensopegar-se, succeir casualment
- Escuns: casualitat
- Escamort: brases a mig apagar que cauen del tronc encès; un tros de sutge encès que cau de la xemeneia.
- Fall: Esquerda, o escletxa (del llatí: fàllere).
- Faueny: fogony, Ventet calent que fon la neu.
- Farrada: ferrada, espècie de galleda de fusta.
- Ficós: Un tros de fusta clavat a la paret.
- Foraviar-se: extraviar-se.
- Forrolls: llar, ferros verticals plantats en les cuines de pagès
- Faringoles: cireretes del pastor.
- Forrolla: pala per a treure cendra del foc.
- Gargotar: fer galls una olla en bullir.
- Garbarse: abraonar-se, lluitar cos a cos.
- Grífio: Pèl eriçat pel fred; les bèsties, tenir el pèl grífio.
- Grívia: Aparador de fusta posat sobre la menjadora i que conté l'herba que es dona a les bèsties.
- Isto, ista, istos, istas: aquest, aquesta, este, esta.
- Jordons: Gerds, gerdons
- Llau: angle o canal en forma d'aresta còncava que fan les muntanyes.
- Llera: tartera
- Lustra: Llicorella, pedra de pissarra.
- Lleute: Llevat.
- Llavei: allau: massa de neu despresa de les altes muntanyes
- Llinat: Teulada.
- Mascard, a: bou o vaca de dos colors.
- Mantornar: Segona llaurada que es fa al camp abans de la sembra.
- Martells: Maduixes.
- Menestrar: Escudellar la sopa.
- Milloc: Blat de moro, panís.
- Naric: Caramellós, que parla amb el nas.
- Nyapir: Ganyolar dels gossos boterins.
- Olva: Detritus que resta de l'herba al fons del paller.
- Orc: Cosa lletja, escandalosa, lloc o bauma o abisme ferosos (del llatí Orcus).
- Ortera: Plata gran de terra cuita (del cast. Hortera)
- Palmar: Lloc del menjador on s'estutja la vaixella; prestatge, empostada (vindria del llatí Palam).
- Parres: Caps de bestiar dolent que resten a la muntanya per no poder seguir el ramat.
- Penard o penart?: Tallant per a triturar la carn.
- Peu ranquet (caminar a ") : Caminar amb un peu sol.
- Pitxell: Mesura pel vi equivalent a dos porrons.
- Pial: Peüc.
- Pino i pina: Diminutiu que usen els petits per a dir: padrí i padrina.
- Podreix (podreig??): fang que es fa pels carrers quan plou després de nevar.
- Per conte: Modisme que vol sigificar que una cosa es fa o e's diu en broma.
- Pulça: puça
- Ratxa: cugula
- Rai: Tramada (almadia en castellà).
- Raumar: Remugar.
- Recosirar (recossirar?): Escorcollar.
- Reboll: Lluc; rebrot de l'arbre.
- Rebordenc: Plançó migrat que creix a la soca de l'arbre.
- Releu o relleu?: sobres del menjar (del llatí Relictum).
- Rull: tronch o cos de l'arbre tallat.
- Sestellí: sutge de la xemeneia, estalzí.
- Somicar: Plorar a poc a poc, sospirar.
- Sirga: soga molt llarga.
- Toma: tros de roba o pedàs que es cus a una peça per a adobar-la.
- Torterol: turmell.
- Terreny: tros de terra seca voltat de neu.
- Torrodà: pardal, teuladí.
- Trèmol: arbre blanc, albera.
- Tribana: barrina.
- Tribol: sostre, trespol.
- Torroll: pinyol de la fruita.
- Varga: munt d'herba en forma de piràmide que es deixa apilotada en el prat, semblant als pallers d'Urgell.
- Vèrtic: ert, gelat.

## Textos d'exemple

### El Pare nostre
| « | (Ribagorçà occidental) Pare nostre, qu'asteu al cel: Sigue santificat lo vostre nom. Vinga a natres lo vostre regne. Faigue's senyor la vostra voluntat, aixit a la terra com si fa al cel. Lo nostre pa ' cada dia, dau-nos, Senyor, lo dia d'hui. I perdoneu las nostras culpas, aixit com natres perdonam a(l)s nostres deutors. I no permetegueu pas que natres caigam an la temptació, ans deslliureu-nos de quansivol mal. Amén. | (Català estàndard central) Pare nostre, que esteu en el cel: Sigui santificat el vostre nom. Vingui a nosaltres el vostre regne. Faci's senyor la vostra voluntat, així a la terra com es fa en el cel. El nostre pa de cada dia, doneu-nos, Senyor, el dia d'avui. I perdoneu les nostres culpes, així com nosaltres perdonem els nostres deutors. I no permeteu que nosaltres caiguem a la temptació, ans deslliureu-nos de qualsevol mal. Amén. | » |

(El Ribagorçà occidental té les terminacions en "-as" en comptes d'"-es" i afegeix la LL després de les consonants quan hi ha una L. El meridional és igual que l'Occidental, però sense les LL després de les consonants.)

### Paràbola de l'infant pròdig
| « | (Ribagorçà oriental) Un home només tenive dos fills. Lo més jove li va dir a son pare: "Ia é hora que sigue el meu propi amo i que tinga quartos: fa falta que puga eixir a veri món. Repartisque els seus béns i done'm/dónegue'm lo que em toque". "Ai, fill meu", va dir el pare, "com vulgues, és dolent i siràs castigat". I després va obrir un caixó, va partir els seus béns i va fer dos parts. Uns dies després, lo dolent se'n va anar del lloc ben lego de maití molt content i sense dir adéu/adiòs a dingú. Va travessar moltes terres ermes, molts boscs i molts rius, i va arribar a una gran ciudat agon s'hi va gastar de repent tots eixos quartos que el pare li va dar. | » |

(El ribagorçà occidental fa les terminacions en "-as" en comptes d'"-es" i afegeix la LL després de les consonants quan hi ha una L. El meridional és igual que l'Occidental però sense les LL després de les consonants.)

## El cas del benasquès
El benasquès és el dialecte parlat a l'entorn de Benasc, a la riba alta del riu Éssera, fins a El Run (segons Ballarín). Comparteix alguns trets del ribagorçà i és un parlar de transició entre l'aragonès i el català amb influències del gascó. L'adscripció a l'una o l'altra llengua és debatuda.